# Illa Brock
Illa Brock (Brock Island) és una de les illes del grup de les illes de la Reina Elisabet, a l'Arxipèlag Àrtic Canadenc, al nord del Canadà. Administrativament pertany als Territoris del Nord-oest.

## Geografia

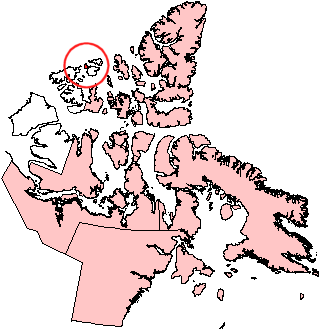
Illa de Brock

L'illa es troba a l'extrem occidental del grup de les illes de la Reina Elisabet, en un grup de tres illes obertes a l'oceà Àrtic. Es troba a l'oest de l'illa de Mackenzie King, de la qual està separada per un estret de 6 km d'amplada. L'illa del Príncep Patrick es troba 47 km al sud-oest.
La seva superfície és de 764 km². És una illa molt plana, sent la seva alçada màxima sols de 67 metres.

## Història
El primer a arribar a l'illa, el 1915, fou l'explorador Vilhjalmur Stefansson.